# Liste de jeux Super Famicom
La liste de jeux Super Famicom répertorie alphabétiquement les jeux sortis au Japon pour la console Super Famicom de Nintendo y compris ceux de la Nintendo Power.
- Pour les jeux sortis sur Satellaview, consultez la liste de jeux Satellaview.
- Pour la liste des jeux sortis en Amérique du Nord et en Europe, consultez la liste de jeux Super Nintendo.

Légende:
- Titre japonais (date de sortie au Japon, nom éditeur japonais) - commentaire

J = sorti uniquement au Japon
- Haut – A
- B
- C
- D
- E
- F
- G
- H
- I
- J
- K
- L
- M
- N
- O
- P
- Q
- R
- S
- T
- U
- V
- W
- X
- Y
- Z

## 0-9
- 3×3 Eyes: Juuma Houkan (22 décembre 1995, Banpresto) - J
- 3×3 Eyes: Seima Kourinden (28 juillet 1992, Yutaka) - J
- 46 Okunen Monogatari: Haruka Naru Eden e (19 décembre 1992, Enix) - Amérique du Nord = EVO: Search for Eden
- 4 Nin Shōgi (14 juillet 1995, Planning Office WADA) - J

## A
- ABC Monday Night Football (26 novembre 1993, Data East)
- Accele Brid (26 novembre 1993, Tomy) - J
- Ace o Nerae! (22 décembre 1993, Telenet Japan) - J
- Acrobat Mission (11 septembre 1992, Teichiku) - J
- Action Pachio (9 avril 1993, Coconuts Japan) - J
- ActRaiser (16 décembre 1990, Enix)
- ActRaiser 2 (29 octobre 1993, Enix)
- Addams Family, The (22 octobre 1992, Misawa Entertainment)
- Air Management: Ozora ni Kakeru (5 avril 1992, Koei) - Amérique du Nord = Aerobiz
- Air Management II - Kōku Ō wo Mezase (2 avril 1993, Koei) - Amérique du Nord = Aerobiz Supersonic
- Akazukin Chacha (9 août 1996, Tomy) - J
- Akumajō Dracula (31 octobre 1991, Konami) - Amérique du Nord, Europe = Super Castlevania IV
- Akumajou Dracula XX (21 juillet 1995, Konami) - Amérique du Nord = Castlevania: Dracula X , Europe = Vampire's Kiss
- Aladdin (26 novembre 1993, Capcom)
- Albert Odyssey (5 mars 1993, Sunsoft) - J
- Albert Odyssey 2 (22 décembre 1994, Sunsoft) - J
- Alcahest (17 décembre 1993, Square) - J
- Ancient Magic: Bazoo! Mahou Sekai (23 juillet 1993, Hot-B) - J
- Animaniacs (7 mars 1997, Konami)
- Appleseed: Prometheus no Shintaku (26 août 1994, Visit) - J
- Aqutallion (5 novembre 1993, Tecmo) - Amérique du Nord = Tecmo Secret of the Stars: A Fantasy
- Arcus Spirits (22 octobre 1993, Sammy Studios) - J
- Area 88 (26 juillet 1991, Capcom) - Amérique du Nord, Europe = U.N. Squadron
- Aretha: The Super Famicom (23 novembre 1993, Yanoman) - J
- Aretha II: Ariel no Fushigi na Tabi (2 décembre 1994, Yanoman) - J
- Arkanoid: Doh It Again (15 janvier 1997, Taito)
- Ashita no Joe (27 novembre 1992, K Amusement) - J
- Axelay (11 septembre 1992, Konami)

## B
- Bahamut Lagoon (9 février 1996, Square) - J
- Bakumatsu Kōrinden Oni (2 février 1996, Banpresto) - J
- Ball Bullet Gun (1er décembre 1995, I'Max) - J
- Barkley's Power Dunk (30 septembre 1994, Den'Z) - Amérique du Nord, Europe = Barkley: Shut Up and Jam!
- Bass Masters Classic (28 juillet 1995, Altron)
- Bastard!! (28 janvier 1994, Cobra Team) - J
- Batman Forever (27 octobre 1995, Acclaim)
- Batman Returns (26 février 1993, Konami)
- Battle Blaze (1er mai 1992, Sammy)
- Battle Commander: Hachibushu Shura no Heihō (29 décembre 1991, Banpresto) - J
- Battle Cross (9 décembre 1994, Imagineer) - J
- Battle Dodgeball (20 juillet 1991, Banpresto) - J
- Battle Dodgeball II (23 juillet 1993, Banpresto) - J
- Battle Grand Prix (27 mars 1992, Naxat Soft)
- Battle Racers (17 mars 1995, Banpresto) - J
- Battletech (26 février 1993, Victor Interactive Software) - Amérique du Nord, Europe  = MechWarrior
- Battletech 3050 (23 février 1996, ASK Kodansha) - Amérique du Nord, Europe  = MechWarrior 3050
- Battle Tycoon: Flash Hiders SFX (19 mai 1995, Right Stuff)
- Battle Zeque Den (15 juillet 1994, Asmik Ace Entertainment)
- Big Hurt Baseball (1er décembre 1995, Acclaim) - Amérique du Nord, Europe = Frank Thomas Big Hurt Baseball
- BioMetal (19 mars 1993, Athena)
- Bishōjo Senshi Sailor Moon (27 août 1993, Angel) - France = Sailor Moon
- Bishōjo Senshi Sailor Moon: Another Story (22 septembre 1995, Angel) - J
- Bishōjo Senshi Sailor Moon R (29 décembre 1993, Bandai) - J
- Bishōjo Senshi Sailor Moon S: Jōgai Rantō!? Shuyaku Sōdatsusen (16 décembre 1994, Bandai) - J
- Bishōjo Senshi Sailor Moon SuperS: Fuwa Fuwa Panic (8 décembre 1995, Bandai) - J
- Bishōjo Senshi Sailor Moon SuperS – Zenin Sanka!! Shuyaku Soudatsusen (29 mars 1996, Angel) - J
- BlaZeon (24 juillet 1992, Atlus) - Amérique du Nord = BlaZeon: The Bio-Cyborg Challenge
- Blues Brothers, The (26 mars 1993, Kemco)
- Bokujou Monogatari (9 août 1996, Pack-In-Video) - Amérique du Nord, Europe = Harvest Moon
- Bombuzal (1er décembre 1990, Kemco) - J
- Bonkers Hollywood Daisakusen! (3 janvier 1995, Capcom) - Amérique du Nord = Disney's Bonkers
- Bounty Sword (8 septembre 1995, ITL Co.) - J
- Brain Lord (29 janvier 1994, Enix)
- Breath of Fire (3 avril 1993, Capcom)
- Breath of Fire II (2 décembre 1994, Capcom)
- Burai: Hachigyoku no yūshi densetsu (14 janvier 1993, IGS) - J

## C
- Cacoma Knight (21 novembre 1992, Datam Polystar) - Amérique du Nord = Cacoma Knight in Bizyland
- California Games II (12 mars 1993, Hect)
- Cameltry (26 juin 1992, Taito) - Amérique du Nord, Europe = On the Ball
- Captain Commando (17 mars 1995, Capcom)
- Captain Tsubasa III (17 juillet 1992, Tecmo) - J
- Captain Tsubasa IV: Pro no Rival Tachi (3 avril 1993, Tecmo) - J
- Captain Tsubasa V: Hasha no Shōgō Canpione (9 décembre 1994, Tecmo) - J
- Captain Tsubasa J (17 novembre 1995, Bandai) - J
- Caravan Shooting Collection (7 juillet 1995, Hudson Soft) - J
- Card Master (27 mars 1992, HAL Laboratory) - Amérique du Nord = Arcana
- Casper (14 mars 1997, KSS) - J
- Chibi Maruko-Chan: "Harikiri 365-Nichi" no Maki (13 décembre 1991, Epoch) - J
- Chibi Maruko-chan: Mezase! Minami no Island!! (1er décembre 1995, Konami) - J
- Chō Makaimura (4 octobre 1991, Capcom) - Amérique du Nord, Europe = Super Ghouls'n Ghosts
- Chou Aniki: Bakuretsu Rantouden (22 septembre 1995, NCS) - J
- Chou Mahou Tairiku Wozz (4 août 1995, BPS) - J
- Chou Makai Taisen: Dorabocchan (19 mars 1993, Naxat Soft) - Amérique du Nord = The Twisted Tales of Spike McFang
- Chrono Trigger (11 mars 1995, Square)
- Clock Tower (14 septembre 1995, Human Entertainment) - J
- Columns (1er août 1999, Media Factory) - J
- The Combatribes (23 décembre 1992, Technos Japan) - Amérique du Nord = Combatribes
- Contra Spirits (28 février 1992, Konami) - Amérique du Nord = Contra III: The Alien Wars, Europe = Super Probotector: Alien Rebels
- Coron Land (25 août 1995, Yumedia) - J
- Cosmo Gang the Puzzle (26 février 1993, Namco) - Amérique du Nord, Europe = Pac-Attack
- Cosmo Police Galivan II: Arrow of Justice (11 juin 1993, Nihon Bussan) - J
- Cyber Knight (30 octobre 1992, Tonkin House) - J
- Cyber Knight II: Chikyuu Teikoku no Yabou (1994, Tonkin House) - J
- Cyborg 009 (25 février 1994, Interbec) - J

## D
- Daikaijū Monogatari (22 décembre 1994, Hudson Soft) - J
- Daikaijū Monogatari II (2 août 1996, Hudson Soft) - J
- Daikoukai Jidai (5 août 1992, Koei) - Amérique du Nord = Uncharted Waters
- Darius Force (24 septembre 1993, Taito) - Amérique du Nord = Super Nova
- Darius Twin (29 mars 1991, Taito)
- Dark Half (31 mai 1996, Enix) - J
- Dark Kingdom (29 avril 1994, Telenet Japan) - J
- Dark Law: Meaning of Death (28 mars 1997, ASCII) - J
- David Crane's Amazing Tennis (18 décembre 1992, Pack-In-Video)
- Dead Dance (26 mars 1993, Jaleco) - Amérique du Nord, Europe = Tuff E Nuff
- Deae Tonosama Appare Ichiban (31 mars 1995, Sunsoft)
- Demon's Blazon Makaimura Monshō hen (21 octobre 1994, Capcom) - Amérique du Nord, Europe = Demon's Crest
- Densetsu no Ogre Battle (12 mars 1993, Enix) - Amérique du Nord, Europe = Ogre Battle: The March of the Black Queen
- Desert Strike: Return to the Gulf (26 mars 1993,  Electronic Arts Victor)
- Devil's Course (5 mars 1993, Bullet Proof Software) - Amérique du Nord = True Golf Classics: Wicked 18
- Dezaemon (20 septembre 1994, Athena) - J
- Dimension Force (20 décembre 1991, Asmik) - Amérique du Nord = D-Force
- Dinowars Kyōryū Oukoku e no Daibouken (17 juillet 1992, Irem) - Amérique du Nord, Europe = DinoCity
- Dōkyūsei 2 (1er décembre 1997, Banpresto)- J
- Donald Duck no Mahō no Bōshi (11 août 1995, Epoch)- J
- Donald in Maui Mallard (28 novembre 1996, Capcom) - Amérique du Nord = Maui Mallard in Cold Shadow
- Doom (1er mars 1996, Imagineer)
- Doraemon: Nobita to yōsei no kuni (19 février 1993, Epoch) - J
- Doraemon 2 (17 décembre 1993, Epoch) - J
- Doraemon 3 (16 décembre 1994, Epoch) - J
- Doraemon 4 (15 décembre 1995, Epoch) - J
- DoReMi Fantasy: Milon no DokiDoki Daibōken (22 mars 1996, Hudson Soft) - J
- Down the World: Mervil's Ambition (30 septembre 1994, ASCII) - J
- Dr. Mario (1er juin 1998, Nintendo) - J
- Dragon Ball Z: Buyū Retsuden (1er janvier 1994, Bandai) - Europe = Dragon Ball Z : L'Appel du Destin
- Dragon Ball Z: Hyper Dimension (29 mars 1996, Bandai)
- Dragon Ball Z: Super Butōden (20 mars 1993, Bandai) - Europe = Dragon Ball Z
- Dragon Ball Z: Super Butōden 2 (17 décembre 1993, Bandai) - Europe = Dragon Ball Z : La Légende Saien
- Dragon Ball Z: Super Butōden 3 (29 septembre 1994, Bandai) - Europe = Dragon Ball Z : Ultime Menace
- Dragon Ball Z: Super Saiya Densetsu (25 janvier 1992, Bandai) - J
- Dragon's Magic (25 juin 1993, Konami) - Amérique du Nord, Europe = Dragon's Lair
- Dragon Quest I and II (18 décembre 1993, Enix) - J
- Dragon Quest III: Soshite Densetsu e… (6 décembre 1996, Enix) - J
- Dragon Quest V (27 septembre 1992, Enix) - J
- Dragon Quest VI (9 décembre 1995, Enix) - J
- Dragon Slayer: Eiyuu Densetsu (14 février 1992, Epoch) - J
- Dragon Slayer: Eiyuu Densetsu II (4 juin 1993, Epoch) - J
- Drakkhen (24 mai 1991, Kemco)
- Dungeon Master (20 décembre 1991, Victor Entertainment)
- DunQuest: Majin Fuuin no Densetsu (21 juillet 1995, Technos Japan) - J

## E
- Earth Light (24 juillet 1992, Hudson Soft) - J
- Earth Light: Luna Strike (26 juillet 1996, Hudson Soft) - J
- Earthworm Jim (23 juin 1993, Takara)
- Edo no kiba (12 mars 1993, Micro World) - J
- Eien no filena (25 février 1995, Tokuma Shoten) - J
- Elfaria (3 janvier 1993, Hudson Soft) - J
- Elfaria II (9 juin 1995, Hudson Soft) - J
- Elnard　(23 avril 1993, Gameplan 21) - Amérique du Nord = The 7th Saga
- Emerald Dragon (28 juillet 1995, MediaWorks) - J
- Energy Breaker (26 juillet 1996, Taito) - J
- Estpolis Denki (25 juin 1993, Taito) - Amérique du Nord = Lufia and The Fortress of Doom
- Estpolis Denki II (24 février 1995, Taito) - Amérique du Nord = Lufia II: Rise of the Sinistrals
- Europa Sensen (16 janvier 1993, Koei) - Amérique du Nord = Operation Europe: Path to Victory 1939–1945
- Exhaust Heat (21 février 1992, Seta) - Amérique du Nord = F1 ROC: Race of Champions
- Exhaust Heat II: F-1 Driver no Kiseki (5 mars 1993, Seta) - J

## F
- F-1 Grand Prix (28 avril 1992, Video System) - J
- F-1 Grand Prix Part II (26 février 1993, Video System) - J
- F-1 Grand Prix Part III (22 avril 1994, Video System) - J
- F-Zero (21 novembre 1990, Nintendo)
- Famicom Tantei Club Part II: Ushiro ni Tatsu Shōjo (1er avril 1998, Nintendo) - J
- Fighter's History (27 mai 1994, Data East)
- Fighter's History: Mizoguchi Kiki Ippatsu !! (17 février 1995, Data East) - J
- Final Fantasy IV (19 juillet 1991, Square) - Amérique du Nord = Final Fantasy II
- Final Fantasy IV Easytype (29 octobre 1991, Square) - J
- Final Fantasy V (6 décembre 1992, Square) - J
- Final Fantasy VI (2 avril 1994, Square) - Amérique du Nord = Final Fantasy III
- Final Fantasy USA: Mystic Quest (10 septembre 1993, Square) - Amérique du Nord = Final Fantasy: Mystic Quest , Europe = Mystic Quest Legend
- Final Fight (21 décembre 1990, Capcom)
- Final Fight 2 (23 mai 1993, Capcom)
- Final Fight Guy (20 mars 1992, Capcom)
- Final Fight Tough (22 décembre 1995, Capcom) - Amérique du Nord = Final Fight 3
- Fire Emblem: Mystery of the Emblem (1994, Nintendo) - J
- Fire Emblem: Genealogy of the Holy War (14 mai 1996, Nintendo) - J
- Fire Emblem: Thracia 776 (1er septembre 1999, Nintendo) - J
- First Samurai (2 juillet 1993, Kemco)
- Flintstones, The: The Treasure of Sierra Madrock (12 août 1994, Taito)
- Flying Hero (18 décembre 1992, SOFEL) - J
- Foreman For Real (27 octobre 1995, Acclaim)
- Front Mission (24 février 1995, Square) - J
- Front Mission: Gun Hazard (23 février 1996, Square) - J
- Fushigi no Dungeon 2: Fuurai no Shiren (1er décembre 1995, Chunsoft) - J

## G
- Gaia Gensouki (27 novembre 1993, Enix) - Amérique du Nord = Illusion of Gaïa, Europe = Illusion of Time
- Gamera: Gyaos Gekimetsu Sakusen (30 juin 1995, Sammy Studios) - J
- Ganbare Daiku no Gensan (22 décembre 1993, Irem) - J, connu en dehors du Japon sous le nom Hammerin' Harry
- Ganbare Goemon: Kirakira dōchū Boku ga Dancer ni natta Wake (22 décembre 1995, Konami) - J
- Ganbare Goemon: Yuki Hime Kyūshūtsu Emaki (19 juillet 1991, Konami) - Amérique du Nord, Europe = The Legend of The Mystical Ninja
- Ganbare Goemon 2: Kiteretsu shōgun Magginesu (22 décembre 1993, Konami) - J
- Ganbare Goemon 3 (16 décembre 1994, Konami) - J
- Gan Gan Ganchan ( 27 octobre 1995, Magifact) - J
- Garō Densetsu (27 novembre 1992, Takara) - Amérique du Nord, Europe = Fatal Fury
- Garō Densetsu 2 (26 novembre 1993, Takara) - Amérique du Nord, Europe = Fatal Fury 2
- Garō Densetsu Special (29 juillet 1994, Takara) - Amérique du Nord, Europe = Fatal Fury Special
- Ganpuru - Gunman's Proof  (31 janvier 1997,  ASCII) - J
- GD Leen (28 mai 1991, Seta) - J
- Gegege no Kitarou: Fukkatsu! Tenma Daiou (5 février 1993, Bandai) - J
- Genocide 2 (5 août 1994, Kemco) - J
- Ghost Chaser Densei (23 septembre 1994, Banpresto) - J
- Godzilla: Kaijuu Daikessen (9 décembre 1994, Toho) - J
- Go Go Ackman (23 décembre 1994, Banpresto) - J
- Go Go Ackman 2 (21 juillet 1995, Banpresto) - J
- Go Go Ackman 3 (15 décembre 1995, Banpresto) - J
- Gōketsuji Ichizoku (14 octobre 1994, Atlus) - Amérique du Nord
- Gokujō Parodius! ～Kako no Eikō o Motomete～ (25 novembre 1994, Konami) - J
- Goofy to Max: Kaizoku Shima no Daibouken (22 juillet 1994, Capcom) - Amérique du Nord, Europe = Goof Troop
- Gourmet Sentai Bara Yarou (29 septembre 1995, Virgin Interactive) - J
- GP-1 (25 juin 1993, Atlus) - J
- Gradius III (21 décembre 1990, Konami)
- Great Battle II, The: Last Fighter Twin (27 mars 1992, Banpresto) - J
- Great Battle III, The (23 mars 1993, Banpresto) - J
- Great Battle IV, The (17 décembre 1994, Banpresto) - J
- Great Battle V, The (22 décembre 1995, Banpresto) - J
- GunForce (11 novembre 1992, Irem)
- GS Mikami: Joreishi wa Nice Body (23 septembre 1993, Banalex) - J

## H
- Hagane (18 novembre 1994, Hudson Soft) - Amérique du Nord, Europe = Hagane: The Final Conflict
- Hakunetsu Pro Yakyuu: Ganba League (9 août 1991, Epic/Sony Record) - Amérique du Nord = Extra Innings
- Hakunetsu Pro Yakyuu: Ganba League '93 (11 décembre 1992, Epic/Sony Record) - J
- Hakunetsu Pro Yakyuu 3: Ganba League '94 (10 décembre 1993, Epic/Sony Record) - J
- Hameln no violin-hiki (28 septembre 1995, Enix) - J
- Hanafuda (22 septembre 1994, Imagineer) - J
- Hanafuda Ō (16 décembre 1994, Coconuts Japan) - J
- Hana no Keiji: Kumo no Kanata ni (18 novembre 1994, Yojigen Pack-In-Video) - J
- Hansei Zaru: Jirō Kun no Daibōken (27 décembre 1991, Natsume) - J
- Haō Taikei Ryū Knight: Road of Paladin (22 décembre 1994, Bandai) - J
- Hashire Hebereke (22 décembre 1994, Sunsoft) - J
- Hat Trick Hero (27 mars 1992, Taito) - Europe = Euro Football Champ
- Hat Trick Hero 2 (29 juillet 1994, Taito) - J
- Hayazashi Nidan Morita Shōgi (18 juin 1993, Seta) - J
- Hayazashi Nidan Morita Shōgi 2 (26 mai 1995, Seta) - J
- Hebereke no Oishii Puzzle  (1994, Sunsoft) - J
- Hebereke no Popoon  (22 décembre 1993, Sunsoft) - J
- Herakles no Eikō III: Kamigami no Tinmoku (24 avril 1992, Data East) - J
- Herakles no Eikō IV: Kamigami karano okurimono (21 octobre 1994, Data East) - J
- Hi no Ouji: Yamato Takeru (29 septembre 1995, Toho) - J
- Hiōden: Mamono-tachi tono Chikai (11 février 1994, Wolf Team) - J
- Hiryu no Ken S: Golden Fighter (31 juillet 1992, Culture Brain) - J
- Hiryu no Ken S: Hyper version (11 décembre 1992, Culture Brain) - Amérique du Nord = Ultimate Fighter
- Hokuto no Ken 5 (10 juillet 1992, Toei Animation) - J
- Hokuto no Ken 6 (20 novembre 1992, Toei Animation) - J
- Hokuto no Ken 7 (24 décembre 1993, Toei Animation) - J
- Home Alone (11 août 1992, Altron)
- Hook (17 juillet 1992, Epic/Sony Records)
- Hoshi no Kirby 3 (27 mars 1998, Nintendo) - Amérique du Nord = Kirby's Dream Land 3
- Hoshi no Kirby Super Deluxe (21 mars 1996, Nintendo) - Amérique du Nord = Kirby Super Star, Europe = Kirby's Fun Pak
- Human Grand Prix (20 novembre 1992, Human) - Amérique du Nord, Europe = F1 Pole Position
- Hyper Iria (13 octobre 1995, Banpresto) - J
- Hyper Zone (31 août 1991, HAL Laboratory)

## I
- Idea no Hi - Day of the Idea (18 mars 1994, Shouei System) - J
- Igo Club (26 janvier 1996, Hect) - J
- Ihatovo Monogatari (5 mars 1993, Hect) - J
- Ikari no Yōsai (23 avril 1993, Jaleco) - Amérique du Nord = Operation Logic Bomb
- International Tennis Tour (26 mars 1993, Taito)
- Iron Commando: Koutetsu no Senshi (10 février 1995, Poppo Co.) - J
- Itoi Shigesato no Bass Tsuri No. 1 (21 février 1997, HAL Laboratory) - J

## J
- Jaleco Rally - Big Run: The Supreme 4WD Challenge (20 mars 1991, Jaleco) - J
- Jammes (10 février 1995, Carrozzeria Japan) - J
- Jerry Boy (13 septembre 1991, Epic/Sony Records) - Amérique du Nord = Smart Ball
- Jikkyō Oshaberi Parodius (15 décembre 1995, Konami) - J
- Jikkyō Powerful Pro Yakyū '94 (11 mars 1994, Konami) - J
- Jikkyō Powerful Pro Yakyū '96 Kaimaku-ban (19 juillet 1996, Konami) - J
- Jikkyō Powerful Pro Yakyū 2 (24 février 1995, Konami) - J
- Jikkyō Powerful Pro Yakyū 3 (29 février 1996, Konami) - J
- Jikkyō Powerful Pro Yakyū 3 '97 Haru (20 mars 1997, Konami) - J
- Jikkyō Powerful Pro Yakyū Basic-ban '98 (19 mars 1998, Konami) - J
- Jikkyo world soccer perfect eleven (11 novembre 1994, Konami) - Amérique du Nord, Europe = International Superstar Soccer
- Jikkyou world soccer 2: Fighting Eleven (22 septembre 1995, Konami) - Amérique du Nord, Europe = International Superstar Soccer Deluxe
- Jimmy Connors Pro Tennis Tour (29 octobre 1993, Misawa Entertainment)
- Judge Dredd (27 octobre 1995, Acclaim)
- Jungle no Ōja Tar-chan: Sekai Manyū Dai Kakutō no Maki (18 septembre 1994, Bandai) - J
- Jumbo Osaki no Hole In One (23 février 1991, HAL Laboratory) - Amérique du Nord, Europe = HAL's Hole in One Golf
- Jungle Strike (22 septembre 1995, Electronic Arts Victor)
- Justice League Task Force (27 octobre 1995, Acclaim)
- Juusou Kihen Valken (18 décembre 1992, NCS) - Amérique du Nord, Europe = Cybernator

## K
- Karuraou (18 février 1994, Epic/Sony Records) - Amérique du Nord, Europe = Skyblazer
- Kabuki Rocks (4 mars 1994, Atlus) - J
- Kentō-Ō World Champion (28 avril 1992, Sofel) - J
- Kidō Senshi Gundam F91: Formula Senki 0122 (6 juillet 1991, Bandai) - J
- Kidō Sōkō Dion (14 décembre 1992, Vic Tokai) - Amérique du Nord, Europe = Imperium
- Kiki Kaikai: Nazo no Kuro Manto (22 décembre 1992, Natsume) - Amérique du Nord, Europe = Pocky and Rocky
- Kiki Kaikai: Tsukiyo Soushi (17 juin 1994, Natsume) - Amérique du Nord, Europe = Pocky and Rocky 2
- Kikou Keisatsu Metal Jack (31 juillet 1992, Atlus) - J
- King of the Monsters (31 juillet 1992, Takara)
- Kishin Douji Zenki: Rettou Raiden (4 août 1995, Hudson soft) - J
- Kishin Douji Zenki: Denei Raibu (24 novembre 1995, Hudson soft) - J
- Kishin Douji Zenki: Tenchi Meidou (23 février 1996, Hudson soft) - J
- Kishin dōji Zenki FX: Vajra Fight - J
- Kishin Kourinden ONI (1994, Banpresto) - J
- Kirby Bowl (21 septembre 1994, Nintendo) - Amérique du Nord, Europe = Kirby's Dream Course
- Kirby no Kirakira Kizzu (1er février 1998, Nintendo) - J
- Koshien 2 (26 juin 1992, K. Amusement) - J
- Kōryu Densetsu Villgust (23 mai 1992, Bandai) - J
- Koutetsu No Kishi (1993, Asmik) - J
- Koutetsu No Kishi 2: Sabaku No Rommel Shougun (1994, Asmik) - J
- Koutetsu No Kishi 3: Gekitotsu Europe Sensen (1995, Asmik) - J
- Krusty World (29 janvier 1993, Acclaim) - Amérique du Nord, Europe = Krusty's Super Fun House

## L
- Lagoon (13 décembre 1991, Kemco)
- Lemmings (18 décembre 1991, Sunsoft)
- Libble Rabble (22 septembre 1994, Namcot) - J
- Light Fantasy (3 juillet 1992, Tonkin House) - J
- Light Fantasy II (27 octobre 1995, Tonkin House) - J
- Live A Live (2 septembre 1994, Square) - J
- Lodoss Tou Senki: Record of Lodoss War (22 décembre 1995, Kadokawa Shoten) - J
- Lord Monarch: Tokoton Sentou Densetsu (9 octobre 1992, Epoch) - J

## M
- Madara Saga: Youchien Senki Madara (26 janvier 1996, Datam Polystar) - J
- Magic Sword (29 mai 1992, Capcom)
- Magical Drop (20 octobre 1995, Data East) - J
- Magical Drop II (20 septembre 1996, Data East) - J
- Magical Pop'n (10 mars 1995, Pack-in-Video)
- Magical Tarurūto-kun: Magic Adventure (28 mars 1992, Bandai) - J
- Magna Braban: Henreki no Yusha (18 novembre 1994, ASK Kodansha) - J
- Mahōjin Guru Guru (21 avril 1995, Enix) - J
- Mahoujin Guru Guru 2 (12 avril 1996, Enix) - J
- Majin Tensei (28 janvier 1994, Atlus) - J
- Majin Tensei II:Spiral Nemesis (19 février 1995, Atlus) - J
- Maka Maka (jeu vidéo) (24 avril 1992, Sigma Enterprises) - J
- Makeruna! Makendō 1 (22 janvier 1993, Datam Polystar) - Amérique du Nord = Kendo Rage
- Märchen Adventure Cotton 100% (22 avril 1994, Datam Polystar) - J
- Mario and Wario (27 août 1993, Nintendo) - J
- Mario no Super Picross (14 septembre 1995, Nintendo) - J
- Mario Paint (14 juillet 1992, Nintendo)
- Marvel Super Heroes in War of the Gems (18 octobre 1996, Capcom)
- Mask, The (27 décembre 1996, Virgin Interactive)
- Maten Densetsu: Senritsu no Ooparts (27 octobre 1995, Takara) - J
- Mazinger Z (25 juin 1993, Bandai) - J
- Mega Lo Mania: Jikū Daisenryaku (23 juillet 1993, Imagineer) - Europe = Mega-Lo-Mania
- Metal Max 2 (5 mars 1993, Data East) - J
- Metal Max Returns (29 septembre 1995, Data East) - J
- Metal Slader Glory Director's Cut (29 novembre 2000, Nintendo) - J
- Might and Magic: Book II (22 janvier 1993, LOZC) - J
- Mighty Morphin Power Rangers (25 novembre 1995, Bandai)
- Mickey to Donald: Magical Adventure 3 (8 décembre 1995, Capcom) - J
- Milandra (31 janvier 1997, ASCII) - J
- Monopoly (5 mars 1993, Tomy) - J
- Monopoly Game 2, The (31 mars 1995, Tomy) - J
- Monstania (27 septembre 1996, Pack-In-Video) - J
- MOTHER 2 (26 août 1994, Ape Inc.) - Amérique du Nord = EarthBound
- Motteke Oh! Dorobou (15 décembre 1995, Data East) - J
- Mouryou Senki MADARA 2 (16 juillet 1993, Konami) - J
- Musya (21 avril 1992, Datam Polystar)
- Mutant Fighters: Death Brade (16 juillet 1993, I'Max) - J
- MVP Baseball (27 août 1993, Acclaim) - Amérique du Nord = Roger Clemens' MVP Baseball
- Mystery Dungeon: Shiren the Wanderer (1er décembre 1995, Chunsoft) - J

## N
- Nage Libre: Seijaku no Suishin (24 février 1995, Varie) - J
- Nangoku Shounen Papuwa-kun (25 mars 1994, Enix) - J
- Natsuki Crisis Battle (21 avril 1995, Angel Studios) - J
- NBA All-Star Challenge (21 mai 1993, Acclaim)
- NBA Pro Basketball: Bulls vs Blazers (26 février 1993, Electronic Arts Victor) - Amérique du Nord, Europe = Bulls vs. Blazers and the NBA Playoffs
- Neugier: Umi to Kaze no Koudou (26 mars 1993, Telenet Japan) - J
- New 3D Golf Simulation: Harukanaru Augusta (5 avril 1991, T&E Soft) - J
- Nigel Mansell's F-1 Challenge (19 mars 1993, Infocom) -- Amérique du Nord = Nigel Mansell's World Championship Racing, Europe = 'Nigel Mansell's World Championship
- New Yatterman: Nandai Kandai Yajirobee (22 mars 1996, Yutaka) - J
- NFL Quarterback Club 96 (1er mars 1996, Acclaim)
- Ninja Ryukenden Tomoe (11 août 1995, Tecmo) - Amérique du Nord = Ninja Gaiden Trilogy
- Nintendo Scope 6 (21 juin 1993, Nintendo) -  Europe = Nintendo Scope 6
- Nitro Punks: Might Heads (30 juillet 1993, Irem)
- Nobunaga no Yabō: Haōden (9 décembre 1993, Koei) - J
- Nobunaga no Yabō: Tenshōki (26 janvier 1996, Koei) - J
- Nobunaga no Yabō: Zenkokuban (5 août 1993, Koei) - Amérique du Nord = Nobunaga's Ambition

## O
- Othello World (21 avril 1992, Tsukuda Original)
- Otogirisō (7 mars 1992, Chunsoft)
- Outer World (27 novembre 1992, Victor Interactive Software ) - Amérique du Nord = Out of This World, Europe = Another World

## P
- Pachinko Wars (17 juillet 1992, Coconuts Japan)
- Pac-In-Time (3 janvier 1995, Namco)
- Panel de Pon (27 octobre 1995, Nintendo) - Amérique du Nord, Europe = Tetris Attack
- Parodius Da! (3 juillet 1992, Konami) - Europe = Parodius: Non-sense Fantasy
- Pebble Beach no Hatou (10 avril 1992, T&E Soft) - Amérique du Nord, Europe = True Golf Classics: Pebble Beach Golf Links
- PGA Tour Golf (3 juillet 1992, Imagineerr)
- Phalanx (7 août 1992, Kemco)
- Pilotwings (21 décembre 1990, Nintendo)
- Pinocchio (20 décembre 1996, Capcom)
- Pipe Dream (7 août 1992, Bullet-Proof Software) - J
- Poi Poi Ninja World (28 juin 1996, Bandai)
- Pokonyan! Henpokorin Adventure (22 décembre 1994, Toho Co.) - J
- Popoitto Hebereke (1995, Sunsoft) - J
- Populous (16 décembre 1990, Imagineer)
- Populous II: Trials of the Olympian Gods (22 janvier 1993, Imagineer)
- Power Athlete (27 novembre 1992, Kaneko) - Amérique du Nord = Power Moves
- Power Lode Runner (1er janvier 1999, Nintendo) - J
- Powermonger: Mashou no Bouryaku (25 mars 1993, Imagineer) - Amérique du Nord = Powermonger
- Prince of Persia (3 juillet 1992, NCS)
- Princess Maker: Legend From Another World (16 décembre 1995, Takara) - J
- Pro Football (17 janvier 1992, Imagineer) - Amérique du Nord = John Madden Football
- Pro Football '93 (12 février 1993, Electronic Arts Victor) - Amérique du Nord, Europe = John Madden Football '93
- Pro Soccer (20 septembre 1991, Imagineer)
- Pro Yakyū Nettō: Puzzle Stadium (25 avril 1997, Coconuts Japan Entertainment) - J

## Q
- Q*bert 3 (29 janvier 1993, Vap)

## R
- Raiden Densetsu (29 novembre 1991, Toei Animation)
- Ranma ½: Akaneko-dan Teki Hihou (22 octobre 1993, Toho)
- Ranma 1⁄2: Chōnai Gekitōhen (27 mars 1992, Nippon Computer Systems)
- Ranma Nibun-no-Ichi: Bakuretsu Rantōhen (25 décembre 1992, Nippon Computer Systems) - Amérique du Nord = Ranma 1⁄2: Hard Battle, Europe  = Ranma ½
- Hunt for Red October, The (1er octobre 1993, Altron)
- Rejoice: Aretha Oukoku no Kanata (21 avril 1995, Yanoman) - J
- Rendering Ranger: R2 (17 novembre 1995, Virgin Interactive) - J
- Return of Double Dragon (16 octobre 1992, Technos Japan) - Amérique du Nord, Europe = Super Double Dragon
- Revolution X (1er mars 1996, Acclaim)
- Ring ni kakero (1er juin 1998, Nippon Computer Systems) - J
- Rocketeer, The (28 février 1992, IGS)
- Rockman 7: Shukumei no Taiketsu!  (24 mars 1995, Capcom) - Amérique du Nord, Europe = Mega Man 7
- Rockman X (17 décembre 1993, Capcom) - Amérique du Nord, Europe = Mega Man X
- Rockman X2 (16 décembre 1994, Capcom) - Amérique du Nord, Europe = Mega Man X2
- Rockman X3 (1er décembre 1995, Capcom) - Amérique du Nord, Europe = Mega Man X3
- Rockman and Forte (24 avril 1998, Capcom) - J
- Romancing SaGa (28 janvier 1992, Square) - J
- Romancing SaGa 2 (10 décembre 1993, Square) - J
- Romancing SaGa 3 (11 novembre 1995, Square) - J
- RPM Racing (19 mars 1992, Victor)
- Road Runner vs. Wile E. Coyote (22 décembre 1992, Konami) - Amérique du Nord = Road Runner's Death Valley Rally, Europe  = Looney Tunes: Road Runner
- Royal Conquest (27 novembre 1992, Jaleco) - Amérique du Nord, Europe = King Arthur's World
- Rudra no Hihō (5 avril 1996, Square) - J
- Ruin Arm (23 juin 1995, Bandai) - J
- Rushing Beat (27 mars 1992, Jaleco) - Amérique du Nord, Europe = Rival Turf!
- Rushing Beat Run: Fukusei Toshi (1992, Jaleco) - Amérique du Nord, Europe = Brawl Brothers
- Rushing Beat Shura (1993, Jaleco) - Amérique du Nord, Europe = The Peace Keepers
- Ryuki Heidan Danzalv (1993, Yutaka)
- Ryūko no Ken (29 octobre 1993, K Amusement) - Amérique du Nord, Europe = Art of Fighting

## S
- Sangokushi III (8 novembre 1992, Koei) - Amérique du Nord = Romance of the Three Kingdoms III: Dragon of Destiny
- SD Gundam Gaiden: Knight Gundam Monogatari - Ooinaru Isan (21 décembre 1991, Angel) - J
- SD Gundam Gaiden 2: Entaku no Kishi (18 décembre 1992) - J
- SD Gundam: Power Formation Puzzle (26 janvier 1996, Bandai) - J
- SD The Great Battle (29 décembre 1990, Banpresto) - J
- Seifuku Densetsu: Pretty Fighter (2 décembre 1994, Imagineer) - J
- Seiken densetsu 2 (6 août 1993, Square) - Amérique du Nord, Europe = Secret of Mana
- Seiken densetsu 3 (30 septembre 1995, Square) - J
- Sengoku Denshō (19 septembre 1993, Data East) - J
- Septentrion (28 mai 1993, Human Entertainment) - Amérique du Nord = SOS
- Shin Kidō Senshi Gundam W: Endless Duel (29 mars 1996, Bandai) - J
- Shin Megami Tensei (30 octobre 1992, Atlus) - J
- Shin Megami Tensei II (18 mars 1994, Atlus) - J
- Shin Megami Tensei if... (28 octobre 1994, Atlus) - J
- Shinseiki GPX Cyber Formula (19 mars 1992, Takara) - J
- Shin Seikoku: La Wares (21 avril 1995, Yutaka) - J
- Shodan Morita Shōgi (23 août 1991, Seta) - J
- Shodai Nekketsu Kouha Kunio-kun (7 août 1992, Technos Japan) - J
- Side Pocket (18 mars 1994, Data East)
- Silva Saga II: The Legend of Light and Darkness (25 juin 1993, Seta) - J
- SimAnt (26 février 1993, Imagineer)
- SimCity (26 avril 1991, Nintendo)
- SimCity Jr. (26 juillet 1996, Imagineer)
- SimCity 2000 (26 mai 1995, Imagineer)
- SimEarth: The Living Planet (29 décembre 1991, Imagineer) - Amérique du Nord = SimEarth
- The Simpsons: Bart no Fushigi na Yume no Daibouken (26 février 1993, Acclaim) - Amérique du Nord, Europe = The Simpsons: Bart's Nightmare
- Sky Mission (29 septembre 1992, Namco) - Amérique du Nord = Wings 2: Aces High, Europe = Blazing Skies
- Slap Stick (8 juillet 1994, Enix) - Amérique du Nord = Robotrek
- Smash T.V. (27 mars 1992, ASCII) - J
- Solid Runner (28 mars 1997, ASCII) - J
- Solstice II (12 novembre 1993, Epic/Sony Records) - Amérique du Nord, Europe = Equinox
- Sonic Blast Man (25 septembre 1992, Taito)
- Sonic Blast Man II (18 mars 1994, Taito)
- Sonic Wings (30 juillet 1993, Video System) - Amérique du Nord = Aero Fighters
- Sougou Kakutougi Astral Bout (26 juin 1992, King Records) - J
- Sougou Kakutougi: Astral Bout 2 - The Total Fighters (25 février 1994, King Records) - J
- Sougou Kakutougi Rings: Astral Bout 3 (20 octobre 1995, King Records) -J
- Soul Blader (31 janvier 1992, Enix) - Amérique du Nord, Europe = Soul Blazer
- Space Funky B.O.B. (22 décembre 1993, Electronic Arts) - Amérique du Nord, Europe = B.O.B.
- Spindizzy Worlds (7 août 1992, ASCII)
- Spriggan Powered (26 juillet 1996, Naxat Soft) - J
- Star Fox (21 février 1993, Nintendo) - Europe = Star Wing
- Star Ocean (19 juillet 1996, Enix) - J
- Stardust Suplex (20 janvier 1995, Varie) - J
- Street Fighter II: The World Warrior (10 juin 1992, Capcom)
- Street Fighter II Turbo: Hyper Fighting (10 juillet 1993, Capcom)
- Street Fighter Zero 2 (20 décembre 1996, Capcom) - Amérique du Nord, Europe = Street Fighter Alpha 2
- Strike Gunner: S.T.G (27 mars 1992, Athena)
- Sugoi Hebereke (11 mars 1994, Sunsoft) - J
- Super Aleste (28 avril 1992, Toho) - Amérique du Nord = Space Megaforce
- Super Aoki Ookami to Shiroki Meshika: Genchou Hishi (25 mars 1993, Koei) - Amérique du Nord = Genghis Khan II: Clan of the Gray Wolf
- Super Baseball 2020 (12 mars 1993, K. Amusement)
- Super Battletank (23 avril 1993, Pack-In-Video) - Amérique du Nord = Garry Kitchen's Super Battletank: War in the Gulf
- Super Bomberman (28 avril 1993, Hudson Soft)
- Super Bomberman 2 (28 avril 1994, Hudson Soft)
- Super Bomberman 3 (28 avril 1995, Hudson Soft)
- Super Bomberman 4 (26 avril 1996, Hudson Soft) - J
- Super Bomberman 5 (28 février 1997, Hudson Soft) - J
- Super Bikkuriman (29 janvier 1993, Tom Create) - J
- Super Birdie Rush (6 mars 1992, Data East) - J
- Super Bowling (3 juillet 1992, Athena)
- Super Chinese Fighter (3 janvier 1995, Culture Brain) - J
- Super Chinese World (28 décembre 1991, Culture Brain)  - Amérique du Nord = Super Ninja Boy
- Super Chinese World 2 (29 octobre 1993, Culture Brain) - J
- Super Chinese World 3 (22 décembre 1995, Culture Brain) - J
- Super Cup Soccer (24 avril 1992, Jaleco)
- Super Drakkhen (26 août 1994, Kemco) - Amérique du Nord = Dragon View
- Super Dunk Shot (19 juin 1992, HAL Laboratory)  Amérique du Nord = NCAA Basketball, Europe  = World League Basketball
- Super Donkey Kong (26 novembre 1994, Nintendo) - Amérique du Nord, Europe = Donkey Kong Country
- Super Donkey Kong 2: Dixie & Diddy (21 novembre 1995, Nintendo) - Amérique du Nord, Europe = Donkey Kong Country 2: Diddy's Kong Quest
- Super Donkey Kong 3: Nazo no Krems Shima (23 novembre 1996, Nintendo) - Amérique du Nord, Europe = Donkey Kong Country 3: Dixie Kong's Double Trouble!
- Super Earth Defense Force (25 octobre 1991, Jaleco)
- Super Famicom Wars (1er mai 1998, Nintendo) - J
- Super Famista (27 mars 1992, Namcot) - J
- Super Fire Pro Wrestling (20 décembre 1991, Human Entertainment) - J
- Super Formation Soccer (13 décembre 1991, Human) - Amérique du Nord, Europe = Super Soccer
- Super Kick Boxing (5 mars 1993,  	Electro Brain) - Amérique du Nord, Europe = Best of the Best: Championship Karate
- Super Gussun Oyoyo (11 août 1995, Banpresto) - J
- Super Gussun Oyoyo 2 (22 mars 1996, Banpresto) - J
- Super Inindō: Datō Nobunaga (19 mars 1992, Koei) - Amérique du Nord = Inindo: Way of the Ninja
- Super Jinsei Game (18 mars 1994, Takara) - J
- Super Jinsei Game 2 (8 septembre 1995, Takara) - J
- Super Jinsei Game 3 (29 novembre 1996, Takara) - J
- Super Loopz (4 mars 1994, Imagineer) - J
- Super Mario Collection (14 juillet 1993, Nintendo) - Amérique du Nord, Europe = Super Mario All-Stars
- Super Mario Kart (27 août 1992, Nintendo)
- Super Mario RPG (9 mars 1996, Nintendo) - Amérique du Nord = Super Mario RPG: Legend of the Seven Stars
- Super Mario World (21 novembre 1990, Nintendo)
- Super Mario: Yossy Island (5 août 1995, Nintendo) - Amérique du Nord, Europe = Super Mario World 2: Yoshi's Island
- Super Metroid (19 mars 1994, Nintendo)
- Super Nobunaga no Yabō: Bushō Fūunroku (21 décembre 1991, Koei)
- Super James Pond II (23 juillet 1993, Victor Interactive Software) - Amérique du Nord, Europe = Super James Pond
- Super Off Road (3 juillet 1992, Pack-In-Video)
- Super Pang (7 août 1992, Capcom) - Amérique du Nord = Super Buster Bros
- Super Professional Baseball (17 mai 1991, Jaleco) - Amérique du Nord = Super Bases Loaded
- Super Punch-Out!! (1er mars 1998, Nintendo)
- Super Puyo Puyo (10 décembre 1993, Banpresto) - Amérique du Nord = Kirby's Avalanche, Europe = Kirby's Ghost Trap
- Super Puyo Puyo Tsuu (8 décembre 1995, Compile) - J
- Super Puyo Puyo Tsuu Remix (8 mars 1996, Compile) - J
- Super R-Type (13 juillet 1991, Irem)
- Super Royal Blood (22 octobre 1993, Koei) - Amérique du Nord = Gemfire
- Super San Goku Shi II (15 septembre 1991, Koei) - Amérique du Nord, Europe = Romance of the Three Kingdoms II
- Super Shanghai: Dragon's Eye (28 avril 1992, Hot-B) - Amérique du Nord, Europe = Shanghai II: Dragon's Eye
- Super Shōgi (19 juin 1992, I'Max) - J
- Super Stadium (2 juillet 1991, Seta) - J
- Super Star Wars (18 décembre 1992, Victor Entertainment)
- Super Star Wars: Jedi no Fukushuu (23 juin 1995, Victor Entertainment)
- Super Star Wars: Teikoku no Gyakushuu (17 décembre 1993, Victor Entertainment)
- Super Tekkyu Fight! ( 15 septembre 1995, Banpresto) - J
- Super Tennis World Circuit (30 août 1991, Tonkin House) - Amérique du Nord, Europe = Super Tennis
- Super Tetris 2 + Bombliss (18 décembre 1992, Bullet Proof Software) - J
- Super Turrican (3 septembre 1993, Tonkin House)
- Super Ultra Baseball (12 juillet 1991, Culture Brain) - Amérique du Nord = Super Baseball Simulator 1.000
- Super Valis: Akaki Tsuki no Otome (27 mars 1992, Telenet Japan) - Amérique du Nord = Super Valis IV
- Super Wagyan Land (13 décembre 1991, Namcot) - J
- Super Wagyan Land 2 (25 mars 1993, Namcot) - J
- Super Wrestle Angels (16 décembre 1994, Imagineer) - J
- Suzuki Aguri no F-1 Super Driving 14 juillet 1992, LOZC) - Amérique du Nord = Redline F-1 Racer, Europe  = Aguri Suzuki F-1 Super Driving
- Sword Maniac (11 février 1994, Toshiba EMI)

## T
- Tactics Ogre (6 octobre 1995, Quest Corporation)
- Takahashi Meijin no Daibouken Jima (11 janvier 1992, Hudson Soft) - Amérique du Nord, Europe = Super Adventure Island
- Takahashi Meijin no Daibōken Jima Tsū (3 janvier 1995, Hudson Soft) - Amérique du Nord, Europe = Super Adventure Island II
- Tales of Phantasia (15 décembre 1995, Namco) - J
- Tatakae Genshijin: Joe and Mac (6 décembre 1991, Data East) - Amérique du Nord, Europe = Joe and Mac: Caveman Ninja
- Tatakae Genshijin 2: Ruki no Bōken (18 décembre 1992, Data East) - Amérique du Nord, Europe = Congo's Caper
- Tatakae Genshijin 3: Shuyaku wa Yappari Joe and Mac (18 février 1994, Data East) - Amérique du Nord = Joe and Mac 2: Lost in the Tropics, Europe = Joe and Mac 3: Lost in the Tropics
- Tecmo Super NBA Basketball (25 décembre 1992, Tecmo)
- Teenage Mutant Ninja Turtles: Mutant Warriors (3 décembre 1993, Konami) - Amérique du Nord = Teenage Mutant Ninja Turtles: Tournament Fighters, Europe  = Teenage Mutant Hero Turtles: Tournament Fighters
- Teenage Mutant Ninja Turtles: Turtles in Time (24 juillet 1992, Konami) - Amérique du Nord = Teenage Mutant Ninja Turtles IV: Turtles in Time, Europe  = Teenage Mutant Hero Turtles IV: Turtles in Time
- Teitoku no Ketsudan (24 septembre 1992, Koei) - Amérique du Nord = P.T.O.: Pacific Theater of Operations
- Tenchi Souzou (20 octobre 1995, Enix) - Europe = Terranigma
- Tetris Battle Gaiden (24 décembre 1993, Bullet Proof Software) - J
- Thunder Spirits (27 décembre 1991, Toshiba EMI) - Amérique du Nord = Thunder Force 3
- Tiny Toon Adventures (18 décembre 1992, Konami) - Amérique du Nord, Europe = Tiny Toon Adventures: Buster Busts Loose!'
- Top Racer (27 mars 1992, Kemco) - Amérique du Nord, Europe = Top Gear
- Top Racer 2 (22 décembre 1993, Kemco) - Amérique du Nord, Europe = Top Gear 2
- Torneko no Daibouken: Fushigi no Dungeon (19 septembre 1993, Enix) - J

- Tokimeki Memorial: Densetsu no Ki no Shita de (9 février 1996, Konami) - J
- Toy Story (4 avril 1996, Capcom)
- Treasure Hunter G (24 mai 1996, Square) - J
- Trinea (1er octobre 1993, Yanoman) - J

## U
- Uchū no Kishi: Tekkaman Blade (30 juillet 1993, BEC CO. Ltd) - J
- Ultima VI (3 avril 1992, Pony Canyon)
- Ultraman (6 avril 1991, Bandai)
- Ultra Seven (26 mars 1993, Bandai) - J
- Undercover Cops (3 mars 1995, Irem) - J
- Utopia: The Creation of a Nation (29 octobre 1993, Jaleco)

## V
- Verne World (29 septembre 1995, Banpresto)
- Viking no Daimeiwaku (8 octobre 1993, T&E Soft) - Amérique du Nord, Europe = The Lost Vikings
- Virtual Bart (30 septembre 1994, Acclaim Japan)
- Volleyball Twin (27 novembre 1992, Tonkin House) - Amérique du Nord, Europe = Dig and Spike Volleyball

## W
- Wagyan Paradise (16 décembre 1994, Namcot) - J
- Wing Commander (23 juillet 1993, ASCII)
- Winning Post (10 septembre 1993, Koei) - J
- Wizardry V: Heart of the Maelstrom (20 novembre 1992, ASCII) - J
- Wizardry VI: Bane of the Cosmic Forge (29 septembre 1995, ASCII) - J
- Wizardry Gaiden IV: Throb of the Demon's Heart (20 septembre 1996, ASCII) - J
- Wonder Project J: Kikai no Shōnen Pīno ((9 décembre 1994, Enix) - J
- World Heroes (12 août 1993, Sunsoft)
- World Soccer (16 juillet 1993, Coconuts Japan) - Amérique du Nord = World Soccer '94: Road to Glory, France = Eric Cantona Football Challenge
- Wrecking Crew 98 (1er janvier 1998, Nintendo) - J
- WWF Royal Rumble (23 juillet 1993, Acclaim)
- WWF Super WrestleMania (24 avril 1992, Acclaim)
- WWF WrestleMania: The Arcade Game (1er mars 1996, Acclaim)

## X
- Xandra no Daibōken: Valkyrie to no Deai (23 juillet 1992,Namco)
- Xak: The Art of Visual Stage (26 février 1993, Sunsoft) - J
- Xardion (20 mars 1992, Asmik)

## Y
- Yadamon: Wonderland Dream (26 novembre 1993, Tokuma Shoten Publishing)
- Yamaneko Bubsy no Daibouken (17 juin 1993, Pack-In-Video) - Amérique du Nord, Europe = Bubsy in: Claws Encounters of the Furred Kind
- Yōkai Buster: Ruka no Daibōken (9 juin 1995, Kadokawa Shoten)
- Yokoyama Mitsuteru: San Goku Shi (26 juin 1992, Angel)
- Yoshi no Cookie (9 juillet 1993, Bullet-Proof Software) - Amérique du Nord, Europe = Yoshi's Cookie
- Yoshi no Cookie: Kuruppon Oven de Cookie (1994, National Human Electronics) - J
- Yoshi's Road Hunting (14 juillet 1993, Nintendo) - Amérique du Nord, Europe = Yoshi's Safari
- Ys III: Wanderers from Ys (21 juin 1991, Tonkin House)
- Ys IV: Mask of the Sun (19 novembre 1993, Tonkin House) - J
- Ys V: Ushinawareta Sunano Miyako Kefin (29 décembre 1995, Falcom) - J
- Ys V Expert (22 mars 1996, Falcom) - J
- Yū Yū Hakusho (22 décembre 1993, Namco) - J
- Yū Yū Hakusho 2 (10 juin 1994, Namco) - J
- Yū Yū Hakusho: Tokubetsu Hen (22 décembre 1994, Namco) - J
- Yū Yū Hakusho Final (24 mars 1995, Namco) - J

## Z
- Zan II Spirits (10 juin 1992, Wolf Team)
- Zelda no Densetsu: Kamigami no Triforce (21 novembre 1991, Nintendo) - Amérique du Nord, Europe = The Legend of Zelda: A Link to the Past
- Zig Zag Cat - Dachou Club mo Oosawagi da (24 juin 1994, Den'z) - J
- Zoku: The Legend of Bishin (25 décembre 1993, Magifact) - J

- Haut – A
- B
- C
- D
- E
- F
- G
- H
- I
- J
- K
- L
- M
- N
- O
- P
- Q
- R
- S
- T
- U
- V
- W
- X
- Y
- Z